# Lederol

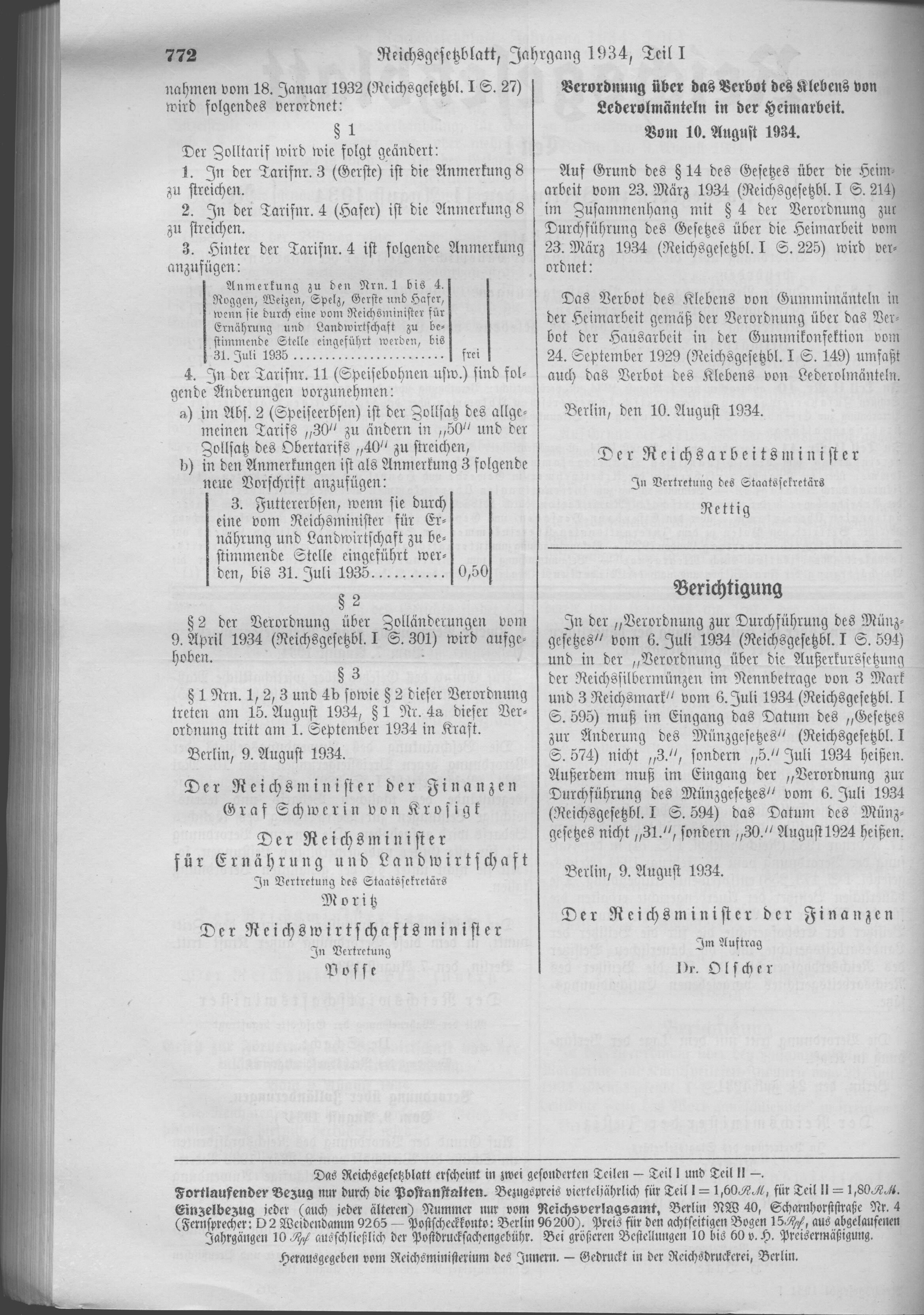
Verordnung über das Verbot des Klebens von Lederolmänteln in der Heimarbeit vom 10. August 1934

Lederol, das sicherlich schon in den 1930er Jahren, möglicherweise jedoch bereits während des Ersten Weltkriegs, entwickelt und produziert wurde, war eine Lederimitation. Es handelte sich um ein einseitig gummiertes, leinwandbindiges Gewebe aus Baumwoll- oder Viskosefasergarnen. Die Gummischicht konnte sowohl glatt als auch durch Prägedruck lederähnlich genarbt sein. Lederol war wasserdicht und luftundurchlässig. Der aus mit einer niedrigen Flächenmasse hergestellte Gummimantelstoff wurde auch als Ölhaut bezeichnet.
In der DDR wurde das Produktionsverfahren verfeinert. Lederol wurden für Jacken, Mäntel, Taschen und Hüte, für Regenschutzkleidung oder Schutzkleidung für Schiffer und Motorradfahrer, aber auch für dauerhafte Stuhlbezüge oder Buchumschläge angewendet.
Die Produktion unter der Bezeichnung Lederol wurde nach der Wiedervereinigung Deutschlands eingestellt, einige Erzeugnisse haben inzwischen den Weg in verschiedene DDR-Sammlungen/Museen gefunden, z. B. in das Motorrad-Museum Dresden. Doch Kunstleder wird weiterhin hergestellt und findet auch vielfältig Anwendung.
In Österreich fand dieses Kunstleder ebenfalls Verbreitung in der Bekleidungsindustrie und bei der Buchherstellung.

## Trivia
In der DDR kursierten auch Reime wie:

In Igelit und Lederol da fühlt sich jeder Zoni wohl.

Jeder Westler Dich beneidet, bist Du in Lederol gekleidet.
 
Hast du Lederol im Haus, kannst du auch bei Regen raus.